# ダレン・ベイカー
ダレン・ジョン・ベイカー（Darren John Baker, 1999年2月11日 - ）は、アメリカ合衆国カリフォルニア州レッドウッドシティ出身のプロ野球選手（二塁手）。右投左打。MLBのワシントン・ナショナルズ所属。
父親はダスティ・ベイカー（元MLB選手・元MLB監督）。

## 経歴

### プロ入り前
３歳の時（2002年）、父ダスティが監督として率いているサンフランシスコ・ジャイアンツのバットボーイをしていた。この年のワールドシリーズの第5戦で三本間の走路に入り、捕手あるいは走者と接触しそうになったがジャイアンツ走者のJ.T.スノーによって抱え上げられ事なきを得た。MLBはこの出来事を契機にバットボーイの最低年齢を14歳以上に規定した。
ジェスイット高等学校卒業後、2017年のMLBドラフト27巡目（全体823位）でワシントン・ナショナルズから指名されたが、契約せずにカリフォルニア大学バークレー校へ進学した。 2019年、ケープコッド野球リーグのウェアハム・ゲートメンでプレーし、リーグのオールスターに選出された。

### プロ入り後
2021年のMLBドラフト10巡目（全体293位）で再びナショナルズから指名され、プロ入り。契約後、傘下のルーキー級フロリダ・コンプレックスリーグ・ナショナルズでプロデビュー。A級フレデリックスバーグ・ナショナルズでもプレーし、2チーム合計で22試合に出場して打率.333、2打点、6盗塁を記録した。
2022年はA+級ウィルミントン・ブルーロックスとAA級ハリスバーグ・セネターズでプレーし、2チーム合計で105試合に出場して打率.280、3本塁打、39打点、10盗塁を記録した。7月にはオールスター・フューチャーズゲームのナショナルリーグ選抜に選出された。オフにはアリゾナ・フォールリーグに参加し、ピオリア・ハベリーナズに所属した。
2023年はルーキー級フロリダ・コンプレックスリーグ・ナショナルズ、A+級ウィルミントン、AAA級ロチェスター・レッドウイングスでプレーし、3チーム合計で107試合に出場して打率.284、3本塁打、44打点、21盗塁を記録した。
2024年、マイナーではAAA級ロチェスターでプレーし、112試合に出場して打率.285、49打点、38盗塁を記録した。9月1日にメジャー契約を結んでアクティブ・ロースター入りすると、メジャーデビューとなった同日のシカゴ・カブス戦では9回裏に代打で登場してイーサン・ロバーツから初打席初安打を記録した。この年メジャーでは9試合に出場して打率.500（14打数7安打）を記録した。

## 詳細情報

### 年度別打撃成績
| 年 度    | 球 団    | 試 合 | 打 席 | 打 数 | 得 点 | 安 打 | 二 塁 打 | 三 塁 打 | 本 塁 打 | 塁 打 | 打 点 | 盗 塁 | 盗 塁 死 | 犠 打 | 犠 飛 | 四 球 | 敬 遠 | 死 球 | 三 振 | 併 殺 打 | 打 率 | 出 塁 率 | 長 打 率 | O P S |
| -------- | -------- | ----- | ----- | ----- | ----- | ----- | -------- | -------- | -------- | ----- | ----- | ----- | -------- | ----- | ----- | ----- | ----- | ----- | ----- | -------- | ----- | -------- | -------- | ----- |
| 2024     | WSH      | 9     | 14    | 14    | 1     | 7     | 2        | 0        | 0        | 9     | 0     | 0     | 0        | 0     | 0     | 0     | 0     | 0     | 3     | 0        | .500  | .500     | .643     | 1.143 |
| MLB：1年 | MLB：1年 | 9     | 14    | 14    | 1     | 7     | 2        | 0        | 0        | 9     | 0     | 0     | 0        | 0     | 0     | 0     | 0     | 0     | 3     | 0        | .500  | .500     | .643     | 1.143 |

- 2024年度シーズン終了時

### 年度別守備成績
| 年 度 | 球 団 | 二塁（2B） | 二塁（2B） | 二塁（2B） | 二塁（2B） | 二塁（2B） | 二塁（2B） | 左翼（LF） | 左翼（LF） | 左翼（LF） | 左翼（LF） | 左翼（LF） | 左翼（LF） |
| 年 度 | 球 団 | 試 合      | 刺 殺      | 補 殺      | 失 策      | 併 殺      | 守 備 率   | 試 合      | 刺 殺      | 補 殺      | 失 策      | 併 殺      | 守 備 率   |
| ----- | ----- | ---------- | ---------- | ---------- | ---------- | ---------- | ---------- | ---------- | ---------- | ---------- | ---------- | ---------- | ---------- |
| 2024  | WSH   | 4          | 2          | 3          | 0          | 1          | 1.000      | 1          | 0          | 0          | 0          | 0          | ----       |
| MLB   | MLB   | 4          | 2          | 3          | 0          | 1          | 1.000      | 1          | 0          | 0          | 0          | 0          | ----       |

- 2024年度シーズン終了時

### 記録
MiLB
- オールスター・フューチャーズゲーム選出：1回（2022年）

### 背番号
- 10（2024年 - ）